# Równanie wymierne

## Definicja
Równaniem wymiernym z niewiadomą x nazywamy równanie, które można zapisać w postaci:
{\displaystyle {\frac {W_{1}(x)}{W_{2}(x)}}=0,}
gdzie {\displaystyle W_{1}(x)} oraz {\displaystyle W_{2}(x)} są wielomianami, {\displaystyle W_{2}(x)\not \equiv 0.}

## Dziedzina
Dziedziną równania wymiernego jest zbiór wszystkich liczb rzeczywistych z wyłączeniem tych, które są miejscami zerowymi wielomianu
{\displaystyle W_{2}(x)\colon D=R\setminus \{x\colon W_{2}(x)=0\}.}

## Rozwiązanie
Rozwiązanie równania wymiernego sprowadza się do rozwiązania równania algebraicznego {\displaystyle W_{1}(x)=0} z uwzględnieniem, że otrzymane rozwiązania należą do dziedziny równania wymiernego
{\displaystyle W_{1}(x)W_{2}(x)=0\Leftrightarrow W_{1}(x)=0\wedge W_{2}(x)\not \equiv 0.}